# サウスウェスト大学 (ニューメキシコ州)
サウスウェスト大学（University of the Southwest）は、アメリカ合衆国ニューメキシコ州ホッブスにある、多宗派の背景をもつ4年制私立大学。1962年に現在の名称で大学として創設されたが、それ以前にも前身校として2年制のバプテスト派の教育施設が数年間存在していた。
サウスウェスト大学は、学士 (baccalaureate degrees) を文理学部 (College of Arts and Sciences)、経営学部、教育学部で授与している。また、経営学修士 (MBA) と教育学分野の修士 (Masters of Science in Education) の課程が設けられている。サウスウェスト大学は、1980年に高等学習委員会 (Higher Learning Commission) の認証を受けた。

## 歴史
サウスウェスト大学は、1956年に、ホッブズ・バプティスト・カレッジ (Hobbs Baptist College) としてB・クラレンス・エヴァンズ (B. Clarence Evans) によって創設された。ホッブズ・バプティスト・カレッジは、2年制の短期大学として1958年まで運営された。1958年にはニューメキシコ・バプティスト・カレッジ (New Mexico Baptist College) と改称し、4年制の学士課程を設けた。
1961年、カレッジは現在のニューメキシコ州ホッブスの現在地に移転した。移転とともに、大学は特定宗派によらない私立4年制のリベラル・アーツ・カレッジとして改めて創設された。2008年には、名称が再度改められ、現在のサウスウエスト大学となった。